# Nikola Kekić
Mons. Nikola Kekić (* 18. ledna 1943, Stari Grad) je chorvatský řeckokatolický kněz a biskup Križevci.

## Život
Narodil se 18. ledna 1943 v Starim Gradu, Nikolu a Anđě Kekićovým. Pokřtěn byl v kostele svatých Petra a Pavla v Mrzlom Polju. Základní školu navštěvoval v Sošicamu a Iloku. Roku 1956 vstoupil do řeckokatolického semináře a navštěvoval klasické gymnázium františkánů v Kaptolu, kde roku 1963 úspěšně odmaturoval. V letech 1963-1965 sloužil ve vojenské službě. Poté začal studovat na Katolické bohoslovecké fakultě v Záhřebu. Roku 1967 ho poslal Križevcijský eparcha dále studovat do Říma na Papežskou univerzitu Urbaniana.
Na kněze byl vysvěcen 1. listopadu 1970 arcibiskupem Gabrijelem Bukatkou. V prosinci téhož roku byl pověřen řízením farnosti Sv. Petra a Pavla v Mrzlom Polju. V prosinci 1972 byl jmenován vedoucím řeckokatolické centra v Karlovci. Dále působil ve farnosti Zvěstování Panny Marie v Pribići a Nanebevzetí Panny Marie v Peći. Roku 1977 se vrátil do Říma studovat na Papežském východním institutu, kde získal titul magistra. V říjnu 1984 byl jmenován vicerektorem řeckokatolického semináře a poté jeho rektorem. Měla také na starost farnost Svatých Cyrila a Metoděje.
Stal se děkanem Križevcijské katedrály Nejsvětější Trojice. Byl poradcem biskupa Slavomira Miklovše a člen Kněžské a liturgické rady Križevcijské eparchie. Poté se stal sekretářem téže eparchie. Roku 1999 se stal editorem Žumberačkoga krijesa.
Dne 25. května 2009 jej papež Benedikt XVI. ustanovil biskupem eparchie Križevci. Biskupské svěcení přijal 4. července 2009 z rukou biskupa Slavomira Miklovše a spolusvětiteli byli kardinál Josip Bozanić a arcibiskup Mario Roberto Cassari.